# Liceo classico statale Federico Delpino
Il liceo statale "Federico Delpino" è stata una scuola secondaria di Chiavari, in provincia di Genova, formata dal liceo classico, dal liceo delle scienze umane  (ex sociopsicopedagogico) e dal liceo economico-sociale. Dal 1 settembre 2014 il Liceo Delpino è stato nuovamente accorpato al Liceo scientifico G. Marconi (anch'esso sito in Chiavari) dando vita al "Liceo Marconi-Delpino" (denominazione attuale nata dalla fusione dei due licei chiavaresi)
La sede si trovava in via Gagliardo nel centro storico della città, mentre la succursale ospitante le classi del liceo delle scienze umane si trova ancora ora in via Santa Chiara, nel 2013 il Liceo era frequentato da circa 580 studenti. Attualmente il Liceo "Marconi-Delpino" ha la sua sede ufficiale sita in piazza caduti di Nassiriya, dove sono collocati gli uffici della segreteria e della presidenza, mentre le aule dell'indirizzo classico sono collocate, a partire dall'anno scolastico 2015/2016, presso la storica sede delle Scuole Gianelline ("plesso Gianelli").
La scuola nacque nel 1749 come ginnasio fondato dai Padri Scolopi. Nell'Italia unita viene riconosciuto come Liceo pareggiato nel 1863 e convertito in Liceo Governativo nel 1909. Il 24 aprile 1910 tramite Regio Decreto nella Gazzetta Ufficiale n.95 l'istituto viene intitolato al naturalista e botanico chiavarese Federico Delpino. A partire dal luglio 1996 viene accorpato al liceo Scientifico Guglielmo Marconi, divenendo così sezione distaccata del nuovo liceo Statale Marconi-Delpino. A partire dall'anno scolastico 2009-2011 i due istituti ritornano separati ma verranno riaccorpati a partire dall'anno scolastico 2014/2015..
L'istituto ha un proprio giornalino scolastico (oggi presente anche negli altri indirizzi e plessi del liceo Marconi-Delpino) Ermes, fondato nel 2010 e curato da un gruppo di studenti e insegnanti del liceo. Il giornale, contenente notizie e approfondimenti culturali riguardanti temi di attualità e tematiche legate al mondo dei giovani, nel marzo 2012 è risultato tra i primi 20 giornalini scolastici d'Italia alla IX edizione del concorso promosso dall'Ordine dei Giornalisti.
Il liceo dispone inoltre dal 2009 di una propria compagnia teatrale (oggi in comune con il Liceo Marconi) che ha portato in scena tragedie e commedie antiche quanto opere originali. Nel 2009 la compagnia ha messo in scena due diverse pièce presso il Teatro della Tosse di Genova. Dall'anno 2010 la compagnia ha recitato presso il teatro Cantero di Chiavari e successivamente ha partecipato al festival internazionale del teatro antico promosso dall'Istituto Nazionale del Dramma Antico a Siracusa nel mese di maggio. Nell'anno 2010 la tragedia scelta dal regista e docente di lettere Prof. Giannini è stata l'Ecuba; nel 2011 invece la compagnia ha messo in scena la commedia Lisistrata.
Dopo la fusione del "Delpino" con il "Marconi", il nuovo liceo conta più 1300 studenti suddivisi su quattro indirizzi (scientifico, classico, scienze umane, economico-sociale) e cinque plessi sparsi per la città (sede piazza caduti di Nassiriya, succ. "Assarotti", succ, "Gianelli", succ. "Maria Luigia Via S. Chiara", succ. "Via Castagnola"). Il liceo "Marconi-Delpino" rappresenta uno dei più antichi e prestigiosi licei della Liguria. La dirigente prof.ssa Daniela Loero è stata preside del Liceo "Marconi-Delpino" fino all' anno scolastico 2018/2019. 
Dal 1 settembre 2019 il liceo è presieduto dalla prof.ssa Paola Salmoiraghi.